# Nikolai Bukharin
Nikolai Ivànovitx Bukharin, rus: Николай Иванович Бухарин, (Moscou, 27 de setembre de 1888 - Moscou, 15 de març de 1938) fou un polític revolucionari, economista i filòsof marxista rus. Va ser membre del Politburó (1924-29) i del Comitè Central (1917-37), president de la Internacional Comunista (Comintern 1926-29) i editor en cap de Pravda (1918-29), el diari Bolxevic (1924-29), Izvéstia (1934–36) i de la Gran Enciclopèdia Soviètica
Va néixer el 27 de setembre de 1888 a la ciutat russa de Moscou. Fou detingut en diverses ocasions pel règim tsarista i participà activament a la Revolució d'Octubre (1917). Va col·laborar amb Ióssif Vissariónovitx Djugaixvili Stalin en els anys de la lluita per la successió de Lenin, amb la consigna "Enriquiu-vos!", adreçada als pagesos benestants (kulacki). Durant anys va polemitzar amb l'altre gran economista del període, Ievgueni Preobrajenski, aliat polític de Lev Davídovitx Bronstein (Trotski), que proposava la ràpida industrialització del país centrada en la indústria pesant, i la quasi militarització del treball agrícola, i la seva col·lectivització forçosa.
Havent estat exiliat Trotski, Stalin va canviar la seva política en relació amb l'agricultura i la pagesia i va portar a terme la col·lectivització inicialment proposada per Trotski i Preobrajenski, fet que va fer caure en desgràcia l'antic aliat Bukharin, que fou repressaliat i executat el 13 de març de 1938 a Moscou, dins del procés del Judici dels Vint-i-un.
El seu llibre principal és L'ABC del comunisme, co-escrit amb Ievgueni Preobrajenski; a més dels llibres Imperialisme i Economia Mundial (1918) i Materialisme Històric (1921), entre d'altres.

## Biografia
Nikolai Bukharin va néixer a Moscou, segon fill de dos mestres d'escola, Ivan Gavrilovitx i Liubov Ivanova Bukharin. La seva infància està molt explicada a la seva novel·la, majorment autobiogràfica, "Com va començar tot".
La vida política de Bukharin als 16 anys amb el seu amic Ilià Erenburg quan participà en activitats estudiantils a la Universitat de Moscou relatives a la Revolució Russa de 1905. S'afilià al Partit Obrer Socialdemòcrata Rus el 1906, esdevenint membre de la facció bolxevic. Juntament amb Grigori Sokólnikov, s'afilià a la Conferència Juvenil de 1907 a Moscou, que posteriorment seria considerat fundacional del Komsomol.
Amb vint anys era membre del Comitè de Moscou del partit. El comitè estava molt infiltrat per la policia secreta tsarista, la Okhrana. Com un dels seus líders, Bukharin ràpidament es convertiria en algú d'interès per a ells. Durant aquest temps va estar molt a prop de N. Osinskii i de Vladímir Smirnov, i també va conèixer la seva primera muller, Nadejda Mikhaïlovna Lukina, la seva cosina I germana de Nikolai Lukin, que també era membre del partit. Van casar-se poc després del seu exili, el 1911.
El 1911, després d'un breu empresonament, Bukharin va ser exiliat a Onega, a Arkhànguelsk, però poc després fugí a Hannover, on va estar-se un any abans d'anar el 1912 a Cracòvia per trobar-se amb Lenin per primera vegada. Durant l'exili continuà amb la seva educació i va escriure diversos llibres que el situaren a primera línia dels teòrics bolxevics a la dècada de 1920. El seu treball, Imperialisme i economia mundial influencià a Lenin, qui lliurement li demanà. al seu major i més conegut treball, Imperialisme – el màxim estat del capitalisme. Malgrat això, Bukharin i Lenin sovint discutien sobre qüestions teòriques i per la proximitat de Bukharin i la seva tendència anti-estat. Bukharin s'interessà pels treballs de teòrics econòmics austríacs, tant marxistes com no-marxistes, com Aleksandr Bogdànov, es desvià de les posicions leninistes. També, mentre que es trobava a Viena el 1913, a petició de Lenin ajudà al bolxevic georgià Ióssif Djugaixvili a escriure un article, Marxisme i la qüestió nacional.
A l'octubre de 1916, mentre que es trobava a Nova York, edità el diari Novy Mir (Mon Nou) amb Lev Trotski i Aleksandra Kol·lontai. Quan Trotski arribà a Nova York el gener de 1917, Bukharin va ser el primer a rebre'l (com l'esposa de Trotski "amb una abraçada d'os i immediatament començà a parlar sobre una biblioteca pública que estava oberta fins tard a la nit i que volia ensenyar-nos de seguida" arrossegant els esgotats Trotskis per la ciutat "per admirar el seu gran descobriment").

### De la Revolució de febrer de 1917 a 1923

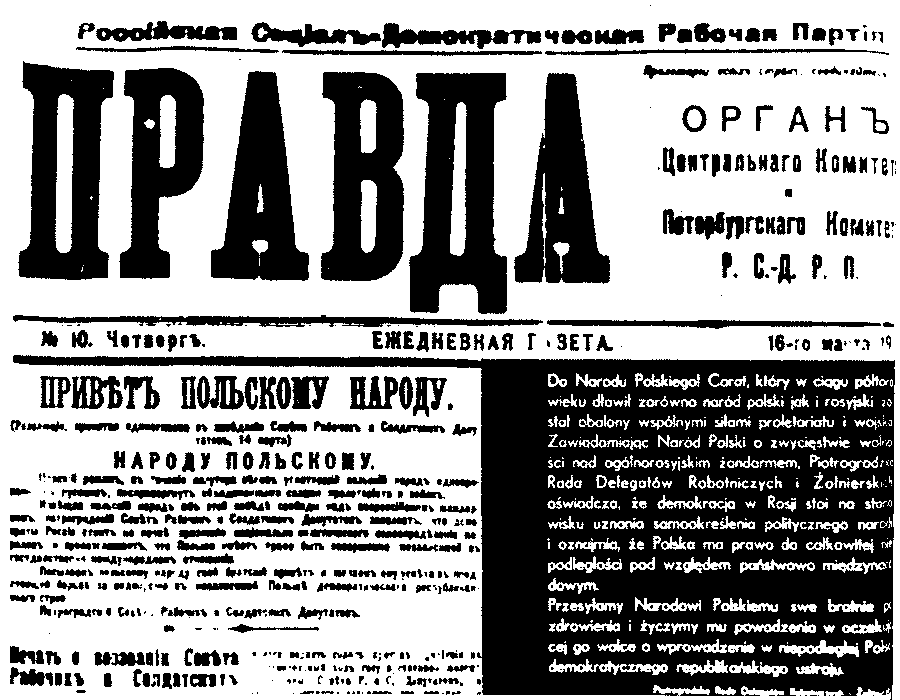
Una representativa portada del Pravda, 1917

En rebre notícies de la Revolució Russa de Febrer de 1917, Bukharin retornà a Rússia, convertint-se en un dels líders bolxevics a Moscou, sent elegit pel Comitè Central. Durant la Revolució d'Octubre, esbossà, introduí i defensà els decrets revolucionaris del Soviet de Moscou, en nom del qual havia tingut lloc la insurrecció. Bukharin representà el Partit de Moscou al seu informe al govern revolucionari a Petrograd. Després de la segona Revolució de 1917, esdevingué editor del diari del partit, el Pravda.
Bukharin creia apassionadament en la promesa de la revolució mundial. Enmig de la confusió russa prop del final de la I Guerra Mundial, i quan s'estava perfilant una pau negociada amb les Potències Centrals, demanà que la guerra continués, amb l'esperança d'incitar totes les classes proletàries a les armes. Fins i tot quan no estava compromès cap als enemics de Rússia al camp de batalla, rebutjà qualsevol fraternització amb les Potències Aliades capitalistes: va dir que va plorar quan va assabentar-se de les negociacions oficials per ajut.
Bukharin emergí com el líder dels Comunistes d'Esquerra, en amarga oposició a la decisió de Lenin de signar el Tractat de Brest-Litovsk. En aquesta època de lluita de poders durant la guerra, alguns dels seus més propers l'urgiren a detenir a Lenin. Bukharin rebutjà la idea immediatament, però aquesta posteriorment esdevindria la base de les acusacions estalinistes contra ell, culminant en el judici-espectacle de 1938.
Després de la ratificació del tractat, Bukharin dimití de les seves responsabilitats al partit. Al març de 1919 esdevingué membre del comitè executiu del Comintern i membre candidat al Politburó. Durant el període de la Guerra Civil publicà diversos treballs sobre teoria econòmica, incloent el popular "L'ABC del comunisme" (amb Ievgueni Preobrajenski, 1919), i "Economia del Període de Transició"(1920) i "Materialisme Històric" (1921).
El 1921, canvià la seva posició i acceptà les tesis de Lenin sobre la supervivència i reforç de l'estat soviètic com a bastió de la futura revolució mundial. Va convertir-se en el seguidor més incondicional de la Nova Política Econòmica (NPE), a la que lligà la seva sort política. Considerat pels Comunistes d'Esquerra com una retirada de les polítiques socialistes, la NPE reintroduí els diners, va permetre la propietat privada i les pràctiques capitalistes a l'agricultura, el comerç minorista i la indústria lleugera, mentre que l'Estat retenia el control de la indústria pesant. Tot i rebre crítiques per aquest gir aparent, el seu canvi pot explicar-se parcialment per la necessitat de pau i estabilitat després de 7 anys de guerra a Rússia, i el fracàs de les revolucions comunistes a l'Europa Central i Oriental van apagar l'objectiu d'una revolució mundial.

### La lluita pel poder
Després de la mort de Lenin el 1924, Bukharin esdevingué membre de ple dret del Politburó. En la subseqüent lluita de poder entre Leon Trotsky, Grigori Zinóviev, Lev Kàmenev i Stalin, Bukharin s'alià amb Stalin, qui es posicionà al centre del Partit i donà suport a la NPE contra l'Oposició d'Esquerra, que volia una industrialització més veloç, un augment de la lluita de classe contra els kulaks, i agitació per a la revolució mundial. Va ser Bukharin qui formulà la tesi de Socialisme en un país que Stalin presentà el 1924, que argumentà que el socialisme (segons la teoria marxista, el pas de transició del capitalisme al comunisme) podia ser desenvolupada en un únic país, fins i tot sotsdesenvolupat com Rússia. Aquesta nova teoria afirmà que la revolució no calia ser encoratjada als països capitalistes des que Rússia pogués i hagués aconseguit sola el socialisme. La tesi esdevindria un segell per a l'estalinisme.
Trotsky, la primera força darrera l'Oposició d'Esquerra, va ser derrotat per un triumvirat format per Stalin, Zinóviev i Kàmenev, amb el suport de Bukharin. El 1926, l'aliança Stalin-Bukharin apartà Zinóviev i Kàmenev del lideratge del partit, i Bukharin gaudí del màxim grau de poder durant el període 1926-28. Emergí com a líder de l'ala dreta del Partit, que incloïa dos membres més del Politburó, Aleksei Ríkov, el successor de Lenin com a President del Consell de Comissaris del Poble i Mikhaïl Tomski, cap dels sindicats, que seria president del comitè executiu del Komintern el 1926. Però a causa de la mancança de gra el 1928 Stalin girà i proposà un programa d'industrialització veloç i forçà la col·lectivització car no creia que la NPE anés prou de pressa. Stalin creia que en la nova situació les polítiques dels seus antics companys (Trotski, Zinóviev i Kàmenev) eren les adequades.
Bukharin estava amoïnat per les perspectives del pla de Stalin, que temia que portaria a una "explotació militar-feudal" de la pagesia. Bukharin volia que la Unió Soviètica aconseguís la industrialització però preferia una aproximació més moderada d'oferir a la pagesia l'oportunitat d'esdevenir pròsper, la qual cosa comportaria una major producció de gra per vendre a l'exterior. Bukharin exposà les seves opinions durant 1928 en reunions del Politburó i al Congrés del Partit, insistint que enfortir les requises de gra seria contraproduent, com el comunisme de guerra havia estat una dècada abans.

### La caiguda del poder
El suport de Bukharin a la continuació de la NPE no era popular als alts quadres del Partit, i la seva crida a la pagesia de "Enriquiu-vos vosaltres!" i la proposta d'aconseguir el socialisme "a pas de cargol" el deixà vulnerable als atacs primer de Zinóviev i després de Stalin. Stalin atacà les opinions de Bukharin, retratant-lo com una desviació capitalista i declarant que la revolució podria estar en risc sense una política forta que encoratgés una ràpida industrialització.
Després d'haver ajudat a Stalin a aconseguir un poder sense discussió contra l'Oposició d'Esquerra, Bukharin es trobà que Stalin no trigà a deixar-lo de costat. Malgrat tot, la victòria de Stalin no hagués estat inevitable si Bukharin hagués estat més astut políticament. Sembla que inicialment va gaudir d'una majoria al Politburó (va dir que Kalinin i Voroixilov va trair la Dreta al darrer moment) i a diferència de l'Oposició d'Esquerra, un ampli suport entre la pagesia, que constituïa un 80% de la població. Malgrat tot Bukharin juga per la validesa de Stalin mantenint l'aparença d'unitat entre el lideratge del Partit. Mentrestant, Stalin usà el seu control de la maquinària del Partit per a substituir els seguidors de Bukharin en la base del poder de la Dreta a Moscou, als sindicats i al Comintern.
Bukharin intentà guanyar suport d'antics enemics, com Kàmenev i Zinóviev que havien caigut del poder i estaven situats als quadres mitjans del Partit Comunista. Els detalls de la seva trobada amb Kàmenev, a qui confià que Stalin era "Genghis Khan", que canviava les polítiques per tal d'eliminar els rivals, eren filtrats per la premsa trotskista i subjecta a l'acusació de faccionalisme. Eventualment, Bukharin va perdre el seu lloc al Comintern a l'abril de 1929, així com l'editorial del Pravda, i va ser expulsat del Politburó el 17 de novembre.
Bukharin va ser forçat a renunciar a les seves opinions. Va escriure a Stalin demanant el perdó i la rehabilitació, però mitjançant la intercepció de les converses telefòniques privades de Bukharin amb els enemics de Stalin, aquest sabia que el penediment de Bukharin no era sincer.
Els seguidors internacionals de Bukharin, com Jay Lovestone del Partit Comunista dels Estats Units entre ells, també van ser expulsats del Comintern. Van formar una aliança internacional per promoure les seves opinions, anomenant-la l'"Oposició Internacional Comunista", tot i que se'ls conegué millor com a Oposició de dretes, un terme posteriorment emprat per l'oposició d'esquerra trotskista a la Unió Soviètica per referir-se a Bukharin i els seus seguidors.

#### La Gran Purga
La política de col·lectivització de Stalin es demostrà un desastre, tal com Bukharin havia predit, però per aquells moments Stalin ja havia aconseguit una autoritat sense discussió al lideratge del Partit. En canvi, havien senyals que els moderats entre els seguidors de Stalin haurien de posar fi al terror oficial i portar un canvi general a la política, ara que la col·lectivització massiva s'havia completat i el pitjor havia passat.
Tot i que Bukharin no havia desafiat Stalin des de 1929, els seus antics seguidors com Martemian Riutin, esbossaren i van fer circular clandestinament una plataforma anti-estalinista, que anomenava a Stalin "el geni malvat de la Revolució Russa". Stalin volia imposar la pena de mort a tots aquells que hi participessin, malgrat la negativa de Lenin al vessament de sang entre els membres del Partit, però els moderats van resistir-se.
Més important, Serguei Kírov, un líder del partit a Leningrad, estava emergint com un líder popular entre els moderats. Tot i que el mateix Kírov era lleial a Stalin, estava a favor d'una relaxació general i una reconciliació vers els antics opositors. Al congrés del Partit de 1934, Kírov va ser elegit pel Comitè Central amb només 3 vots negatius, el candidat que en va tenir menys, mentre que Stalin rebé 292 vots negatius.
En el breu període de treva de 1934-36, Bukharin va ser rehabilitat políticament i fet editor de Izvestia el 1934. Allà destacà consistentment els perills dels règims feixistes d'Europa i la necessitat de l'humanisme proletari. També va ser el principal arquitecte de la Constitució Soviètica de 1936, que prometia llibertat de discurs, premsa, assemblea, religió i la privacitat de la persona, la seva llar i la seva correspondència.
Però Kírov va ser assassinat a Leningrad al desembre de 1934, i la seva mort va ser usada per Stalin com un pretext per llançar la Gran Purga, en la que prop d'un milió de persones haurien de morir mentre que Stalin eliminava tota oposició passada o potencial a la seva autoritat. Alguns historiadors actuals creuen que l'assassinat de Kírov el 1934 va ser preparat pel mateix Stalin. Després de l'assassinat de Kírov, l'NKVD va detenir un grup cada cop més creixent d'antics oposicionistes, amb l'assassinat de Kírov i d'altres actes de traïció, terrorisme, sabotatge i espionatge.

#### Prement el nus
Al febrer de 1936, poc abans que la Purga comencés seriosament, Stalin envià a Bukharin a París per negociar l'adquisició dels arxius de Marx i Engels, els quals estaven en possessió del Partit Socialdemòcrata d'Alemanya (SPD) abans de la seva dissolució per Hitler. Viatjà juntament amb la seva jove esposa Anna Larina, que anteriorment havia obert la possibilitat de l'exili, però que finalment decidí que no podria viure fora de la Unió Soviètica.
Bukharin, que havia estat forçat a seguir la línia del Partit des de 1929, confià als seus vells amics i anteriors oponents la seva opinió real de Stalin i la seva política. Les seves converses amb Borís Nikolaievski, un líder menxevic que tenia els manuscrits en nom del SPD, formà les bases de "Lletra a un Vell Bolxevic", que va ser molt influencial per a la comprensió del període (especialment l'Afer Riutin i l'assassinat de Kírov), tot i que havien dubtes sobre la seva autenticitat. Segons Nikolaievski, Bukharin parlà de l'anihilació massiva d'homes, dones i nens completament indefensos" sota la col·lectivització forçada i la liquidació dels kulaks com a classe que deshumanitzava els membres del Partit amb el "profund canvi psicològic en tots aquells comunistes que van participar en la campanya. En canvi de tornar-se bojos, acceptaren el terror com un mètode administratiu normal i veien l'obediència de tots els ordres des del cim com una virtut suprema... No hi ha més sers humans. Veritablement hem esdevingut les dents d'una màquina terrible."
Encara un altre líder menxevic, Fiodor Dan, li confià que Stalin era "l'home en qui confia el Partit" i "és una mena de símbol del Partit", fins i tot quan "no és un home, sinó un diable". Segons explica Dan, l'acceptació de Bukharin de la nova direcció de la Unió Soviètica era un resultat del seu absolut compromís amb la solidaritat del Partit.
Segons André Malraux, també va dir, "Ara em matarà". Pel seu amic d'infància, Ilià Erenburg, expressà la sospita que tot el viatge era una trampa ordida per Stalin. Efectivament, els seus contactes amb menxeviks durant aquest viatge serien molt preeminents al seu judici.

#### El judici
Després del judici i execució de Zinóviev, Kàmenev i altres Vells Bolxevics d'esquerra el 1936, Bukharin i Rikkov van ser detinguts el 27 de febrer de 1937, després d'un plenari del Comitè Central i van ser acusats de conspirar per enderrocar l'estat soviètic.
Bukharin va ser jutjat al Judici dels Vint-i-un entre el 2 i el 13 de març de 1938 durant la Gran Purga, juntament amb l'ex-premier Aleksei Ríkov, Christian Rakovski, Nikolai Krestinski, Guénrikh Iagoda, i 16 més acusats de pertànyer a l'anomenat "Bloc dels Dretistes i Trotsquistes". Significant que havia de ser la culminació dels anteriors judicis espectacle, ara pretenien que Bukharin i d'altres havien planejat assassinar Lenin i Stalin des de 1918, d'assassinar Maksim Gorki amb verí, de dividir la Unió Soviètica i lliurar els seus territoris a Alemanya, Japó i al Regne Unit.
Encara més que als anteriors judicis de Moscou, el judici a Bukharin horroritzà a molts que abans s'havien manifestat a favor de les purgues, a mesura que veien com les acusacions cada cop eren més i més absurdes i que la Purga s'estenia fins a incloure gairebé tots els líders Vells Bolxevics vius llevat de Stalin. Per a diversos preeminents comunistes com Bertram Wolfe, Jay Lovestone, Arthur Koestler o Heinrich Brandler, el judici a Bukharin marcà el seu trencament final amb el comunisme, fent que els tres primers es convertissin en fervents anticomunistes eventualment.
Tot i que Anastàs Mikoian i Viatxeslav Mólotov posteriorment afirmarien que Bukharin mai no va ser torturat i les seves cartes des de la presó no fan pensar que ho fos, també se sap que els seus interrogadors van rebre l'ordre: "cops permesos". Bukharin va aguantar 3 mesos, però les amenaces cap a la seva esposa i el seu fill petit, juntament amb "mètodes d'influència física" el van fer caure. Però quan llegí la seva confessió esmenada i corregida personalment per Stalin, retirà tota la seva confessió. Els interrogatoris començaren de nou, aquest cop amb un equip doble d'interrogadors.
La confessió de Bukharin i la seva motivació esdevingué subjecte de grans debats entre els observadors estrangers, inspirant l'aclamada novel·la Foscor al vespre i un assaig filosòfic de Maurice Merleau-Ponty a Humanisme i Terror. Les seves confessions van ser diferents a les dels altres en el fet que si bé es considerava culpable de la "suma total de crims", negà el coneixement quan se li preguntava sobre crims específics. Alguns observadors astuts assenyalaren que hauria concedit només el que hi havia a la confessió escrita i es negaria a anar enlloc més.
Hi ha diverses interpretacions de les motivacions de Bukharin (a més de ser coaccionat) durant el judici. Koestler i d'altres el van veure com un veritable creient en un darrer servei al Partit (mentre que preservava la mica d'honor personal que li quedava), mentre que Stephen Cohen i Robert Tucker veuen traces de llenguatge aesopià, en el que Bukharin intentava convertir-ho en un antijudici a l'estalinisme (mentre que complia la seva part del tracte per salvar la seva família). Si bé les seves cartes a Stalin (va escriure 34 cartes molt emotives i desesperades clamant per la seva innocència i professant la seva lleialtat) suggereixen una capitulació completa i acceptació del seu paper al judici, en contrast amb la seva conducta habitual al judici.
El mateix Bukharin parla de la seva "peculiar dualitat mental" al seu darrer al·legat, que li portà a una "semiparàlisi de la voluntat" i a una "consciència infeliç" hegeliana, que semblava aturar-li no només del seu coneixement de la ruïnosa realitat de l'estalinisme (encara que no podia dir-ho al judici) sinó que també l'amenaça imminent del feixisme. El resultat va ser una curiosa barreja de servils confessions (de ser un "feixista degenerat" que treballava per la "restauració del capitalisme") i de crítiques subtils cap al judici. Després de refutar diverses acusacions contra ell (un observador es fixà en el fet que procedí per tirar per terra o per mostrar que podia tirar per terra tot el cas quan ell volgués.) i dir que "la confessió d'acusació no és essencial. La confessió de l'acusat és un principi medieval de jurisprudència" en un judici que estava només basat en les confessions, acabant el seu al·legat dient:
la monstruositat del meu crim és immensurable especialment en el nou escenari de lluita de la Unió Soviètica. Aquest judici pot ser la darrera severa lliçó, i potser el gran poder de la Unió Soviètica esdevingué clar per tots.
Mentre que estava a la presó va escriure manuscrits que ocupaven quatre volums, inclosa una novel·la lírica autobiogràfica, Com començà tot; un tractat filosòfic, Arabescs filosòfics; una col·lecció de poemes; i Socialisme i la seva cultura; els quals van ser descoberts als arxius de Stalin i publicats a la dècada de 1990.

#### L'execució
Entre altres intercessors, l'escriptor francès i Premi Nobel Romain Rolland va escriure a Stalin demanant clemència, afirmant que "un intel·lecte com el de Bukharin és un tresor pel seu país". Comparà la situació de Bukharin amb la del gran químic Antoine Lavoisier, que va ser guillotinat durant la Revolució Francesa: "Nosaltres, a França, els revolucionaris més ardents... encara ens dolem i lamentem del que vàrem fer... Us prego que mostreu clemència" El 1937 ja havia escrit a Stalin, "Per l'amor de Gorky us demano gràcia, fins i tot si és culpable de res", a la que Stalin anotà: "No s'ha de respondre.". Bukharin va ser executat el 15 de març de 1938, però l'anunci de la seva mort va quedar amagat per l'Anschluss nazi d'Àustria.
"Koba, per què necessites que mori?" (en rus Коба, зачем тебе нужна моя смерть?) va deixar escrit en una nota Bukharin per a Stalin ("Koba" era el pseudònim revolucionari de Stalin, i Bukharin l'emprà com a signe de com havien estat de propers. La nota va ser trobada al despatx de Stalin després de la mort d'aquest, el 1953.)
Malgrat la promesa de respectar la seva família, l'esposa de Bukharin, Anna Larina, va ser enviada a un camp de treball, però va sobreviure per veure el seu marit oficialment rehabilitat per l'Estat sota Mikhaïl Gorbatxov el 1988.

## Estatura política i fites
Bukharin va ser immensament popular al Partit durant les dècades de 1920 i 1930, fins i tot després de la seva caiguda del poder. Al seu testament, Lenin el titllà com el "Noi d'Or" del Partit en escriure:
 Parlant dels joves membres comunistes, vull dir quatre paraules sobre en Bukharin i en Piatakov. Són, segons la meva opinió, les figures més destacades (entre els més joves), i el següent s'ha de prendre en consideració: Bukharin no és només el teòric més valuós i principal del Partit; també és veritablement considerat el favorit de tot el Partit, però les seves opinions teòriques poden ser qualificades com a completament marxistes només amb grans reserves, car hi ha quelcom escolàstic (mai no ha fet un estudi de la dialèctica i, crec, mai no l'hauria acabat d'entendre del tot)... Totes aquestes distincions, és clar, només es refereixen al present, en l'assumpció que aquests dos destacats i devots treballadors del Partit no trobin una ocasió per augmentar el seu coneixement i modificar la seva unilateralitat.
Bukharin va fer diverses contribucions notables al pensament marxista-leninista, principalment "L'economia del Període de Transició" (1920" i els seus escrits de presó, "Arabescs Filosòfics", (on es mostra clarament que Bukharin havia corregit el "monopartidisme" del seu pensament), així com a ser un membre fundador de l'Acadèmia Soviètica de les Arts i Ciències, i un botànic entusiasta. Les seves contribucions principals a l'economia era la seva crítica a la teoria utilitària marginal, la seva anàlisi de l'imperialisme i els escrits de la transició al comunisme a la Unió Soviètica.
La "Veu de l'ombra guaitada" (Pin thodarum nizhalin kural), una novel·la en tàmil de Jetamohan està basada en la vida de Nikolai Bukharin.

## Caricaturista
Nikolai Bukharin era un gran caricaturista que va deixar algunes caricatures de polítics soviètics contemporanis. El famós artista Konstantin Yuon va dir-li: "Oblida-te'n de la política. No hi ha futur a la política per a tu. Pintar és la teva veritable vocació". De vegades, aquestes caricatures s'han utilitzat per il·lustrar biografies d'oficials soviètics. L'historiador rus Iuri Júkov assegura que els seus retrats de Ióssif Stalin són els únics dibuixats en viu, i no des d'una fotografia.